# Rose Chéri
Rose Chéri, pseudonimo di Rose-Marie Cizos (Étampes, 27 ottobre 1824 – Passy, 22 settembre 1861), è stata un'attrice teatrale francese.
Esordì nel 1842 al Teatro del Ginnasio, di cui sposò il direttore Adolphe Montigny nel 1847. Fu versatile attrice di vaudeville e commedie varie.